# Albert Boeckler
Albert Boeckler (* 23. Januar 1892 in Konstanz; † 5. Juli 1957 in Freiburg im Breisgau) war ein deutscher Kunsthistoriker.

## Leben
Nach einem Studium der Kunstgeschichte bei Adolph Goldschmidt, dessen Freund Boeckler bis an sein Lebensende blieb, an der Universität Berlin, das er 1921 mit der Dissertation Das Stuttgarter Passionale abschloss, war Boeckler seit 1923 an der Handschriftenabteilung der Preußischen Staatsbibliothek in Berlin beschäftigt, wo er eng mit bekannten Forschern wie Hans Wegener zusammenarbeitete. Dort wurde er auch als Herausgeber eines Werks über den Codex Wittekindeus bestellt, was ihn zu einer vertieften Auseinandersetzung mit vorromanischer Kunst und Theologie führte. In dieser Zeit hat Boeckler zahlreiche Werke insbesondere zu Bronzebildwerken – hier vor allem Türgestaltungen – sowie dem Einfluss byzantinischer auf die westliche Kunst des Mittelalters hervorgebracht. Er avancierte zu einem dem damaligen Bibliotheksdirektor Hermann Degering fachlich ebenbürtigen Wissenschaftler. 1942 bis 1946 war er Direktor der Kunstbibliothek. 1943 wurde er Honorarprofessor an der Universität Berlin.
1946 wechselte er zur Bayerischen Staatsbibliothek in München und trat dort in Nachfolge des verstorbenen Georg Leidinger die Leitung der Handschriftenabteilung an. Boeckler konnte seinen Ruf besonders durch die beiden Ausstellungen Kunst des frühen Mittelalters, Bern 1949 unter Kooperation mit Otto Homburger, und ein Jahr später Ars Sacra in München weiter aufbauen. 1947 wurde er ordentliches Mitglied der Bayerischen Akademie der Wissenschaften, 1948 Honorarprofessor an der Universität München. 1956 wurde er pensioniert.
Boecklers schriftlichen Nachlass verwaltete Hans Jantzen, der 1961 postum das Werk Ikonographische Studien zu den Wunderszenen in der ottonischen Malerei der Reichenau herausgab. Doch blieben Boecklers Forschungen zur Reichenauer Schule und dessen Beziehung zur östlichen Kunst unvollendet.

## Forschung
Sein Lebenswerk durchzieht die Veröffentlichung mittelalterlicher Manuskripte in Form von Faksimiles und kleineren Publikationen. Die meisten seiner Werke behandeln die Sammlung der Bayerischen Staatsbibliothek, mittelalterliche Faksimiles und vergleichsweise kürzere Texte wie die Beiträge zur Reihe Die Blauen Bücher. Sein 1930 erschienenes Werk Abendländische Miniaturen bis zum Ausgang der romanischen Zeit blieb für die nächsten 25 Jahre maßgebend für die Erforschung der karolingischen sowie romanischen Buchmalereien (Rosy Schilling). Die Forschungsschwerpunkte von Albert Boeckler lagen in der Erschließung der byzantinischen, alexandrinischen, römischen wie auch norditalienischen Quellen zur mittelalterlichen Buchkunst.

## Schriften (Auswahl)
- Das Stuttgarter Passionale. Filser, Augsburg 1923 (= Dissertation)
- Die Regensburg-Prüfeninger Buchmalerei des XII. und XIII. Jahrhunderts. A. Reusch, München 1924
- Abendländische Miniaturen bis zum Ausgang der romanischen Zeit. W. de Gruyter, Berlin – Leipzig 1930
- mit Hans Wegener: Schöne Handschriften aus dem Besitz der preussischen Staatsbibliothek. Reichsdruckerei, Berlin 1931
- Die Bronzetür von Verona. Verlag des Kunstgeschichtlichen Seminars der Universität Marburg, Marburg 1931
- Die Bronzetür von San Zeno. Kunstgeschichtliches Seminar der Universität Marburg, Marburg 1931
- Deutsche Buchmalerei in vorgotischer Zeit., Langewiesche, Königstein im Taunus 1951